# Bakonyszentlászló
Bakonyszentlászló (németül Laßldorf) község Győr-Moson-Sopron vármegyében, a Pannonhalmi járásban.

## Fekvése
A község a Bakonyalja tájegység pápai és súri részegységei találkozásánál fekszik, Pápától, Győrtől és Veszprémtől egyaránt 40-40 kilométerre. Korábban Veszprém megye Zirci kistérségéhez tartozott, de 2002. október 20-án Győr-Moson-Sopron megyébe, ezen belül a Pannonhalmai kistérségbe sorolták át.
Természeti környezete átmenetet képez a Kisalföld és a Bakony között; növényföldrajzilag újabban inkább a Kisalföld részének tekintik, földtanilag viszont a Bakony jellemzői érvényesülnek inkább. Talaja homok és barna erdőtalaj. Jelentősebb folyóvizei a Cuha-patak és a Hódos-ér.
Közúton a 82-es főút bakonyszentkirályi és a 832-es főút romándi elágazásától érhető el, mindkét irányból a 83 107-es számú mellékúton (utóbbi esetben Bakonygyiróton keresztül). Vonattal is elérhető, a MÁV 11-es számú Győr–Veszprém-vasútvonalán; vasútállomása Győrtől mintegy 41, Veszprémtől 38 kilométerre található.
Zirc után a környék legnagyobb települése, melynek az itteni bauxitbánya, téglagyár és fafeldolgozó ipari jelleget kölcsönöz, noha a mezőgazdasági és állattartási tevékenység is megtalálható a községben.

## Története és mai élete
Nevét I. László királyról kapta.

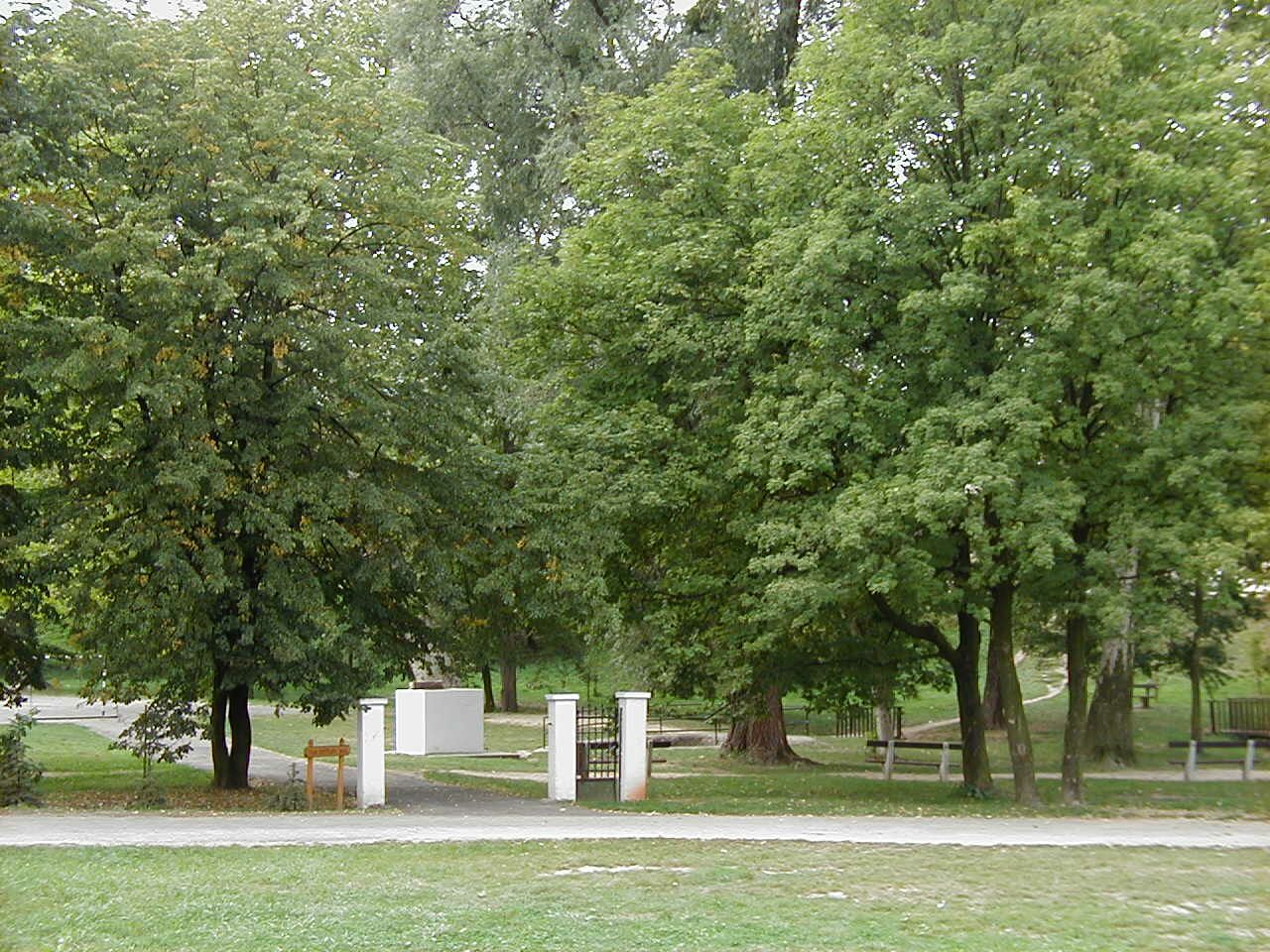
Vak Bottyán park

A századfordulón és az 1960-as évek elején őskori leleteket találtak területén. Az avarok földvárakat építettek a terület védelmére. A vasútállomás épülete alatt római kori villa falmaradványai bújnak meg. Révai József szerint a római település neve Crispiana volt. Fennmaradt a Villa Pastorum Porcorum (disznópásztorok telepe) megnevezés is, de nincs rá bizonyíték, hogy ez lett volna Szentlászló korabeli neve. Vinyében a pannonhalmi apátság vashámora működött. Az első templomot feltehetőleg a XIII. század végén, a tatárjárás után építették. A település nevét is e korból származtatják, mert ekkor jelentek meg a szent kezdetű helységnevek. A község mai területén valamikor volt egy Szentlászlónál nagyobb település is, Kenyeri (Churgi). A 14. század derekáig a cseszneki vár tartozékaként a gróf Cseszneky család birtokolta, majd Zsigmond király uralkodása alatt a Garai családé lett.
A török-Habsburg háborúk idején a határvidéken helyezkedett el a falu. 1531-ben a törökök feldúlták, lakói elmenekültek. Ekkor szűnt meg a pálos kolostor is. 1544-ben pusztaként említették. Lőwey Balázs Győrből menekült lelkész volt a szentlászlói gyógyforrás első népszerűsítője. A néphagyomány szerint járt itt (Vak) Bottyán János is, aki reumáját gyógyította. 1735-ben Bél Mátyás még színtiszta magyar faluként jelölte, s megjegyezte, hogy a salétromos forráshoz fürdőt építtetett az uraság.
A 18. században megkezdődött a svábok betelepítése. Magyarszentkirályra és Magyarszentlászlóra 1769-ben érkeztek meg az első telepesek. Németszentlászlót Korabinsky 1786-ban német lakosságú új telepként említette, amely nyelvi és vallási szempontból is megosztott volt. A németek római katolikus vallásúak voltak. Templomuk 1779-ben készült el, s 1790-től már önálló plébániájuk volt. Ekkor épült a grófi család nyári kastélya is. 1793-ban a magyar részen már működött iskola, s feltételezhetően a német részen is. 1799-ben Kitaibel Pál járt itt. Megvizsgálta a forrást, s feltételezte, hogy a fenyves őshonos a vidéken. 1816-ban az evangélikus templomot átépítették.
1858-ban Pántz József győri fürdőtulajdonos bérbe vette a fürdőt, melynek épülete a századfordulón ismeretlen okból az enyészeté lett.
A téglagyártás az 1860-as évekig vezethető vissza. Égetett és szárított (vályog) tégla is fennmaradt. 1896-ban megnyílt és a község fejlődésének motorja lett a Győr–Veszprém–Dombóvár-vasútvonal. A vinyei fűrészüzem 1912-től működött.
Az első világháború jelentős veszteségeket okozott az 1892-ben Bakonyszentlászló néven egyesített községnek. A háború alatt olasz, szerb és orosz hadifoglyok dolgoztak, segítettek a gazdaságokban. Ők építették az erdei kisvasutat is.
A két világháború között jelentős fejlődést ért el a falu. 1924-ben szeszgyár épült, a Cuha völgyben horvát és vend kőfejtőkkel kőbányát nyitottak, 1929-től 1950-ig gőzmalom őrölt Kenyeriben. 1934-től téglaégető kemence termelt. Megoldották a tejbegyűjtést, működött a Hangya Szövetkezet. Nőtt az iparosok száma. A páratlan természeti környezetben vendégfogadók létesültek, nyáron turisztikai központ lett a falu. A forgalom nagyságát bizonyította, hogy 3 kocsma, 3 hentes, és 6 kereskedő is megélt. Mindehhez jött a falu akkori büszkesége, a „strand”, melyet Weinhardték hoztak létre az 1920-as évek végén. Itt húsz kabin volt, tornaszerek, szórakozási lehetőségek. 1930-ban bevezették a villanyt. 1938-tól már rendszeres mozivetítések is voltak. Sokféle önszerveződő egyesület jellemezte a községet. Volt dalárda, színjátszó kör, 1925-től futballcsapat. Az önkéntes tűzoltók egylete  is akkor alakult meg. 1938-tól önálló orvosi körzet létesült.

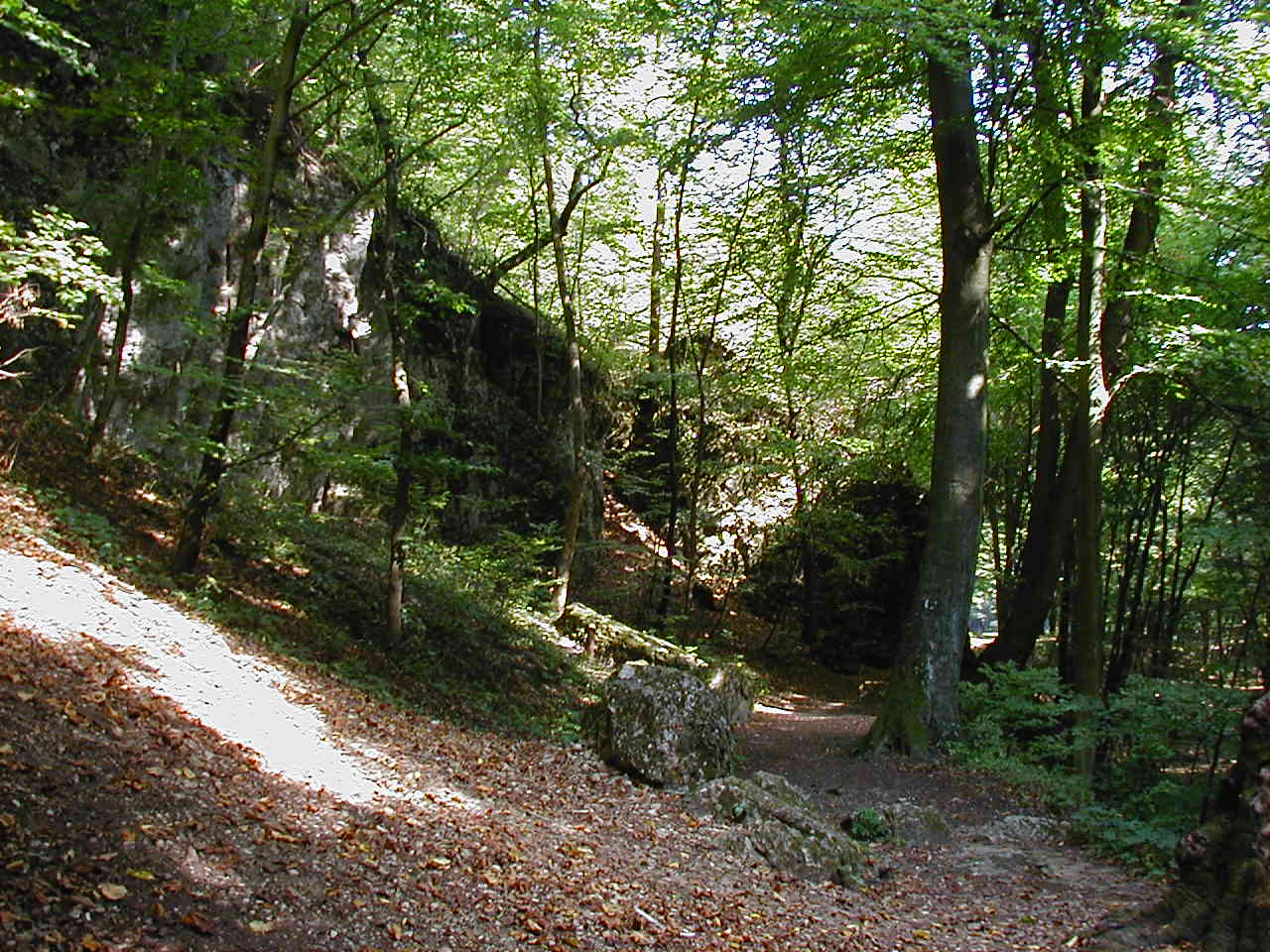
Cuha-völgy

A második világháború után a földosztással új tulajdonosi réteg jelent meg. 260 "újgazda" próbálkozott meg az önálló gazdálkodással. A régi gazdák nehezen fogadták be őket. Az 1948–49- es fordulatot követően leváltották a község vezetőit. A téglagyárat, fűrészüzemet, szeszgyárat állami tulajdonba vették. A termelőszövetkezet szervezése, mint az ország más részein, itt is kétszerre történt. Épült orvosi rendelő, gyógyszertár, fogorvosi rendelő és lakás, egészségház, posta, könyvtár, ABC-kisáruház, óvoda, étterem, TÜZÉP-telep, lakberendezési bolt, fodrászüzlet, tanácsi szolgálati lakás. Felújították a kultúrházat, pormentesítették az utakat, több kilométer járda készült el. Évente átlag 8-10 új lakóházat építettek fel önerőből. Új utcasorok alakultak ki, a "pelenkautcák". De mind jobban érvényesült a környékbeli városok munkaerő elvonó hatása is.
Javulást a '60-as évek végén indult új iparosítási hullám hozott, mely új téglagyárat, a fűrészüzem bővülését s a bauxitbánya megnyitását eredményezte a településen. E fejlesztések új munkahelyeket, a falu fejlődését jelentették. A község rendelkezik a vonalas (víz, villany, gáz és csatornahálózat) és más infrastruktúrákkal (óvoda, iskola, háziorvos, védőnő, szociális otthon). Jelenleg körjegyzőséget alkot Fenyőfővel és Bakonygyiróttal, annak székhelyeként.

## Közélete

### Polgármesterei
- 1990–1994: Csoma Imre (független)[3]
- 1994–1998: Csomai Imre (független)[4]
- 1998–2002: Frankó Ferenc (független)[5]
- 2002–2006: Frankó Ferenc Csaba (független)[6]
- 2006–2010: Sebestyén Vince (független)[7]
- 2010–2014: Sebestyén Vince (független)[8]
- 2014–2019: Sebestyén Vince (független)[9]
- 2019–2024: Soós Zoltán (független)[10]
- 2024– : Soós Zoltán (független)[1]

## Népesség
A település népességének változása:
| Lakosok száma | 1787 | 1780 | 1753 | 1663 | 1604 | 1589 | 1583 |
|               | 2013 | 2014 | 2015 | 2021 | 2022 | 2023 | 2024 |

A 2011-es népszámlálás során a lakosok 89,2%-a magyarnak, 3,6% cigánynak, 1,3% németnek, 0,2% románnak mondta magát (10,7% nem nyilatkozott; a kettős identitások miatt a végösszeg nagyobb lehet 100%-nál). A vallási megoszlás a következő volt: római katolikus 52,6%, református 4,1%, evangélikus 13,4%, görögkatolikus 0,2%, felekezeten kívüli 9% (19,4% nem nyilatkozott).
2022-ben a lakosság 91,9%-a vallotta magát magyarnak, 1,4% németnek, 0,7% cigánynak, 0,2% románnak, 0,1-0,1% görögnek és ruszinnak, 1,2% egyéb, nem hazai nemzetiségűnek (7,8% nem nyilatkozott; a kettős identitások miatt a végösszeg nagyobb lehet 100%-nál). Vallásuk szerint 36,2% volt római katolikus, 10,4% evangélikus, 3,1% református, 0,6% görög katolikus, 1,2% egyéb keresztény, 1,1% egyéb katolikus, 9,7% felekezeten kívüli (37,5% nem válaszolt).

## Híres személyek
- Itt hunyt el 1867-ben Esterházy Sándor császári-királyi katonatiszt, az 1848–49-es forradalom és szabadságharc tábornoka, majd ismét császári főtiszt.

## Nevezetességei
Erdeinek meghatározó fafaja a tölgy, a bükk és a kőris. Igazi nagy értéket a homoki ősfenyves jelent, mely tájvédelmi körzet.. A területet behálózzák a turistautak.
- Cuha völgy
- Ördögrét
- Barlangok

A környék állatvilága inkább az idelátogató vendégvadászok előtt vált ismertté. Turisztikai vonzását a település történelmi látnivalói, a környék értékei, természetvédelmi területei, szálláslehetőségei adják. A kirándulások és gyalogtúrák egyik magyarországi paradicsoma.

## Képgaléria

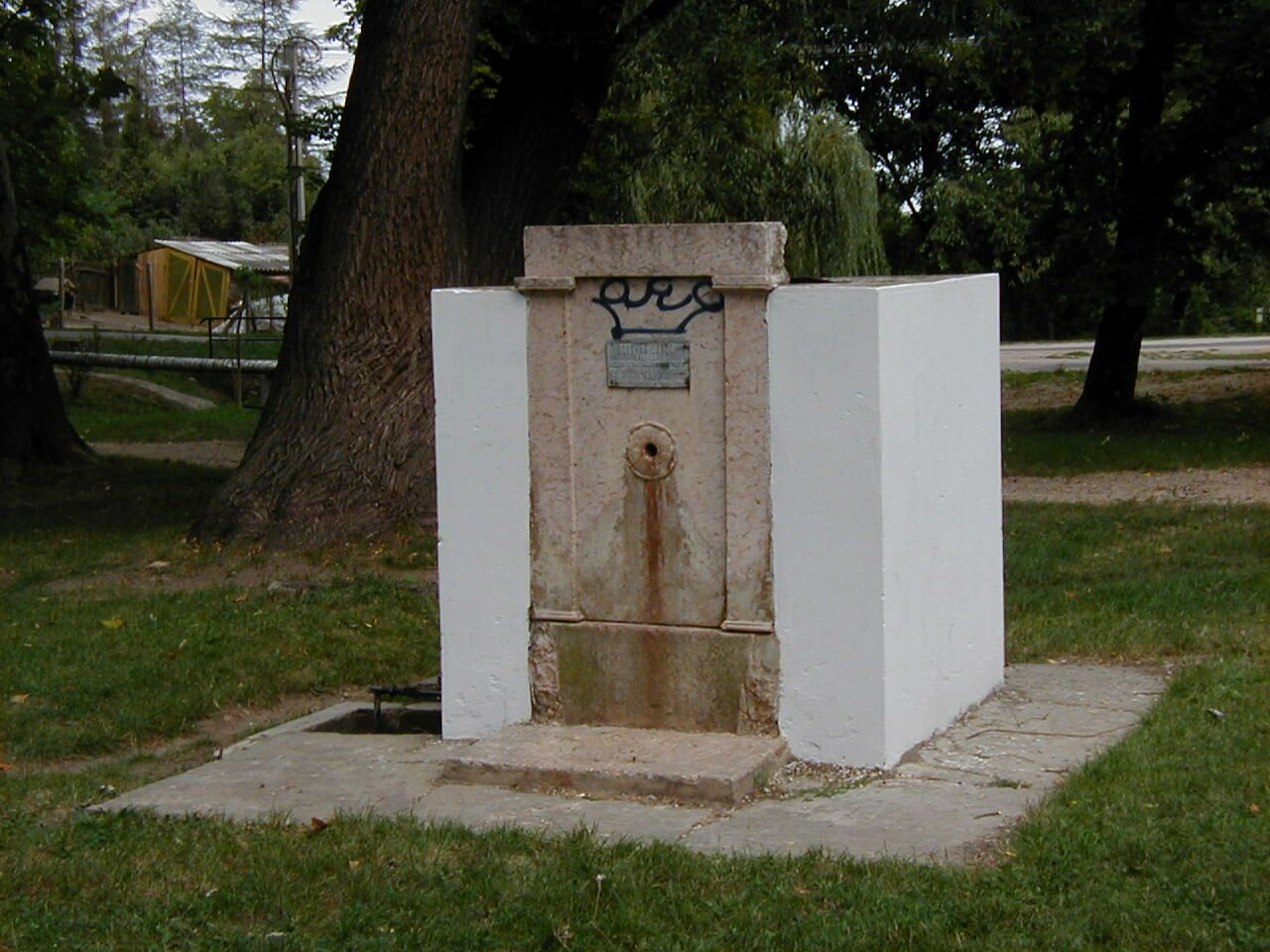
Vak Bottyán kút
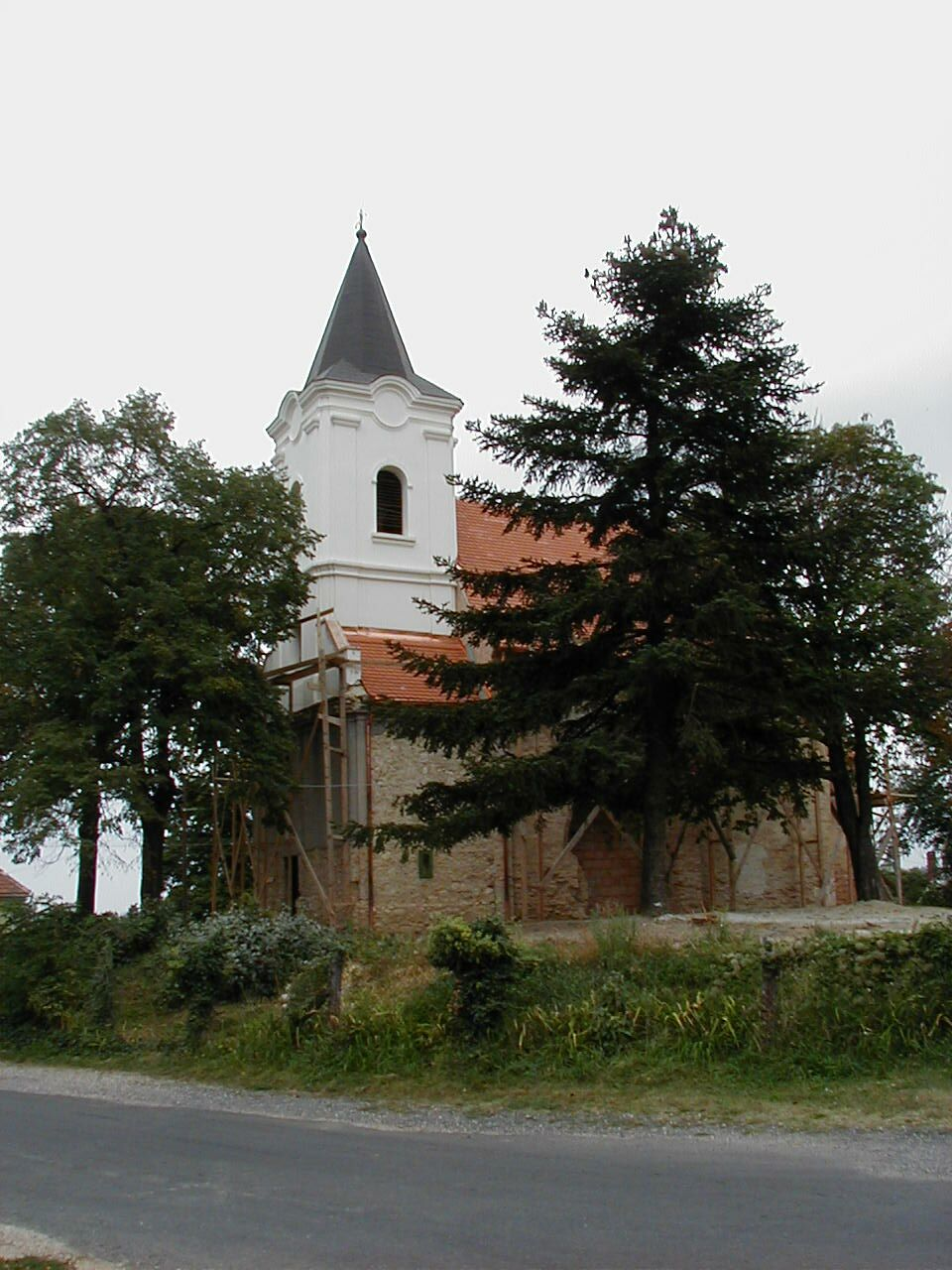
Az Árpád-kori, ma evangélikus templom délnyugat felől
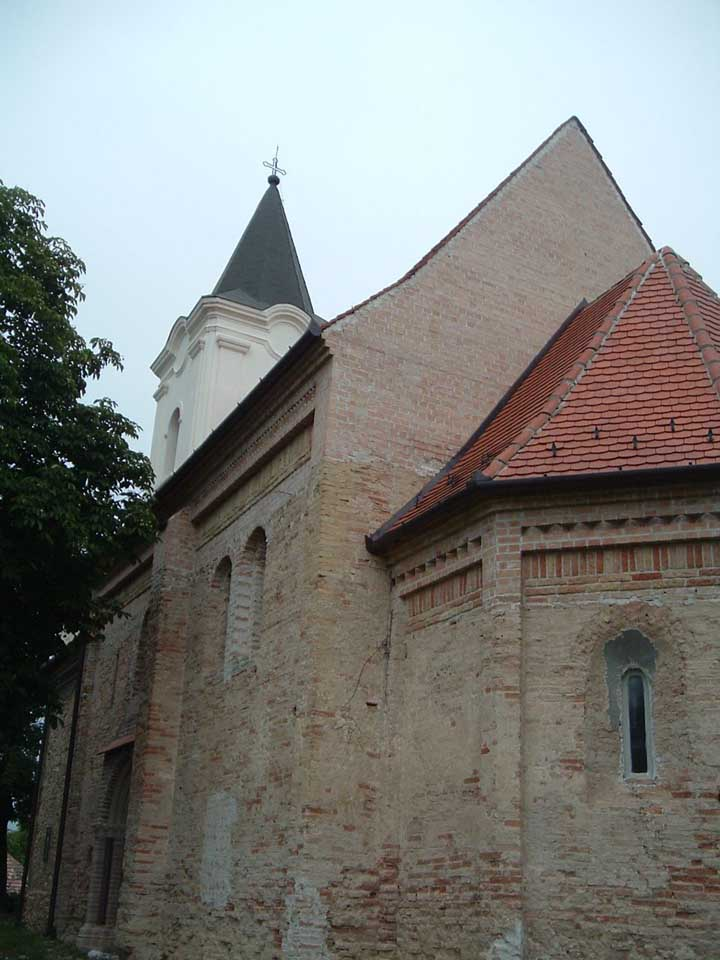
Az Árpád-kori templomnak a nyolcszög öt oldalával záródó apszisa
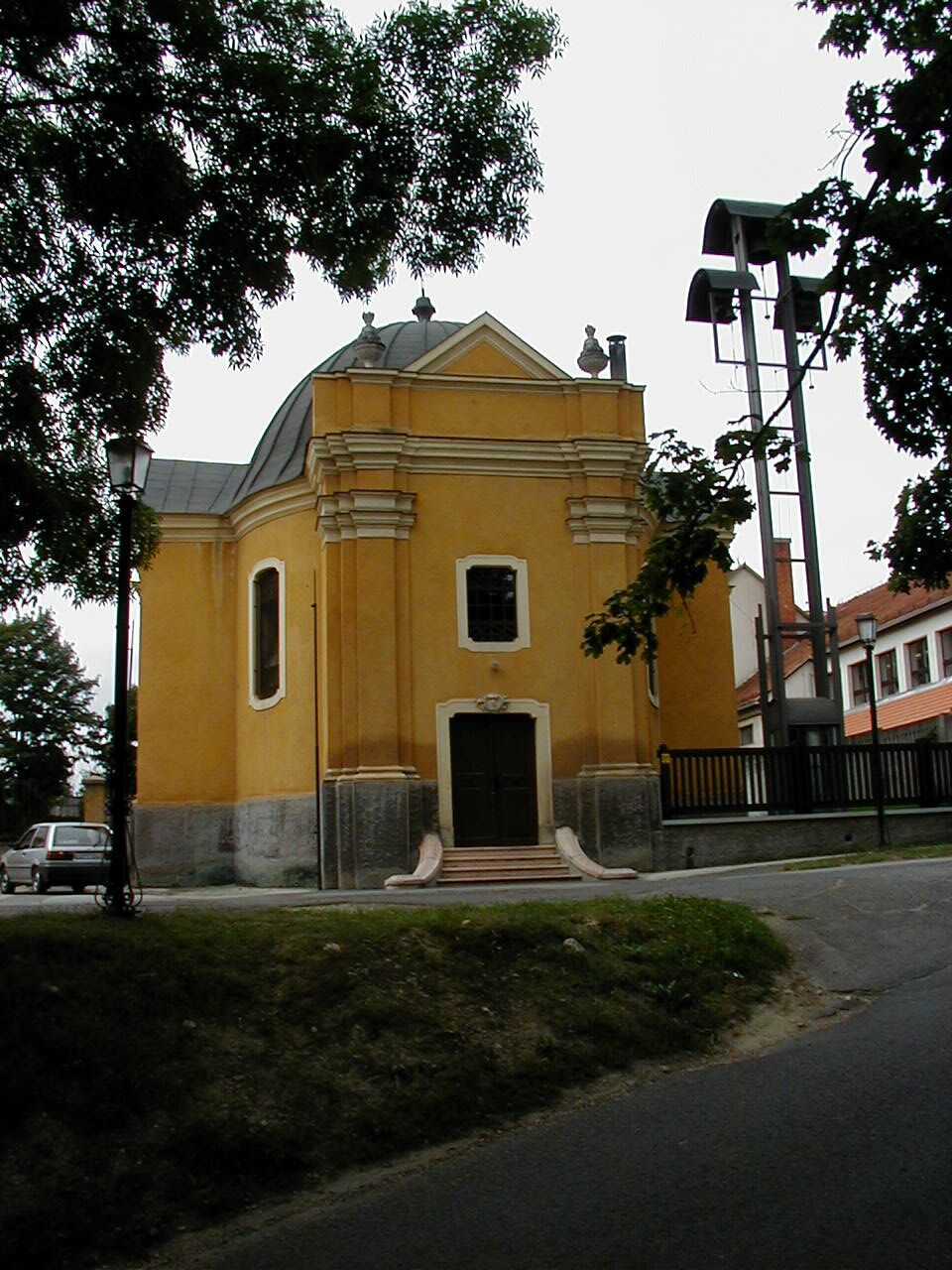
Római katolikus templom
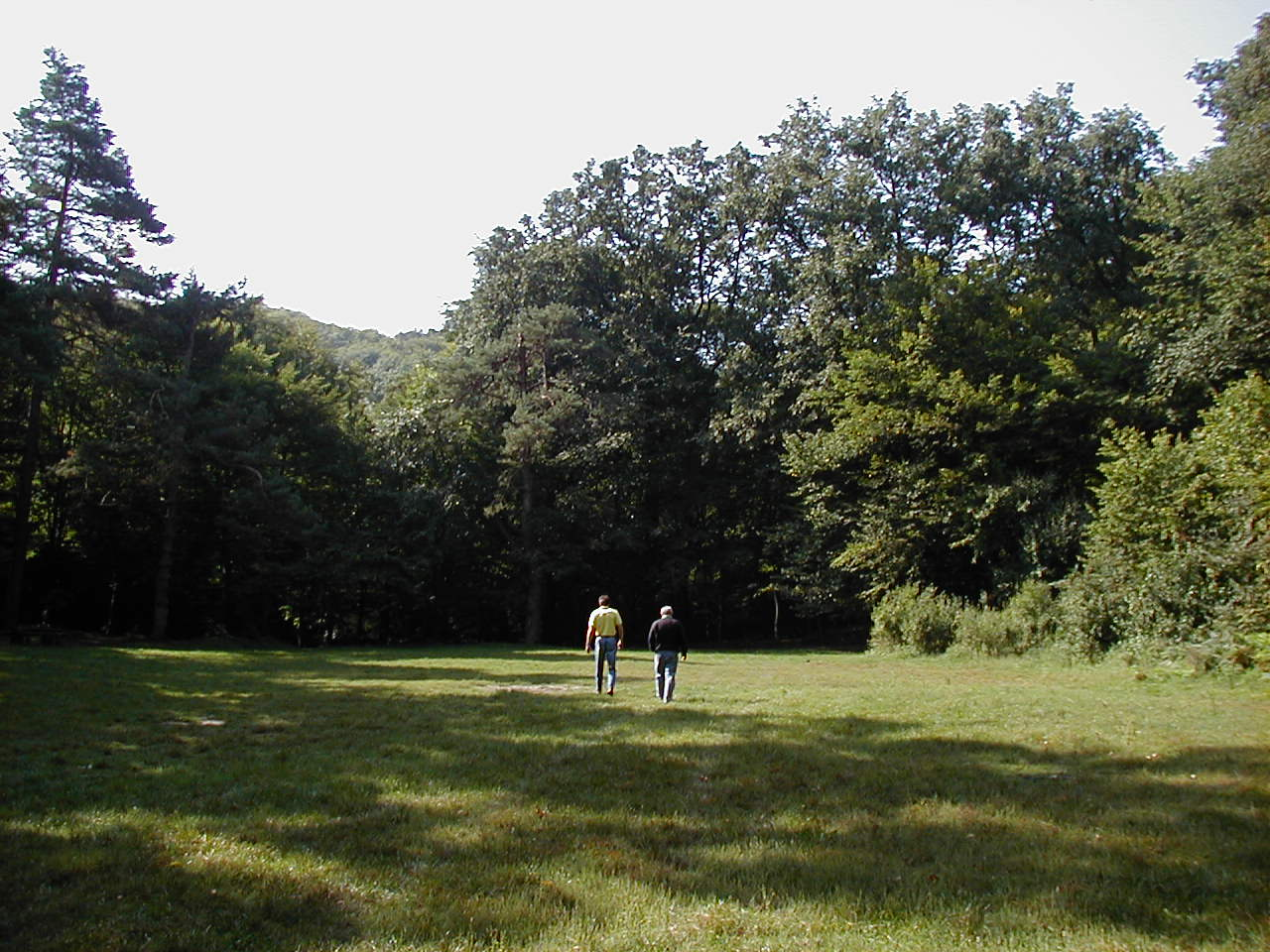
Ördög rét
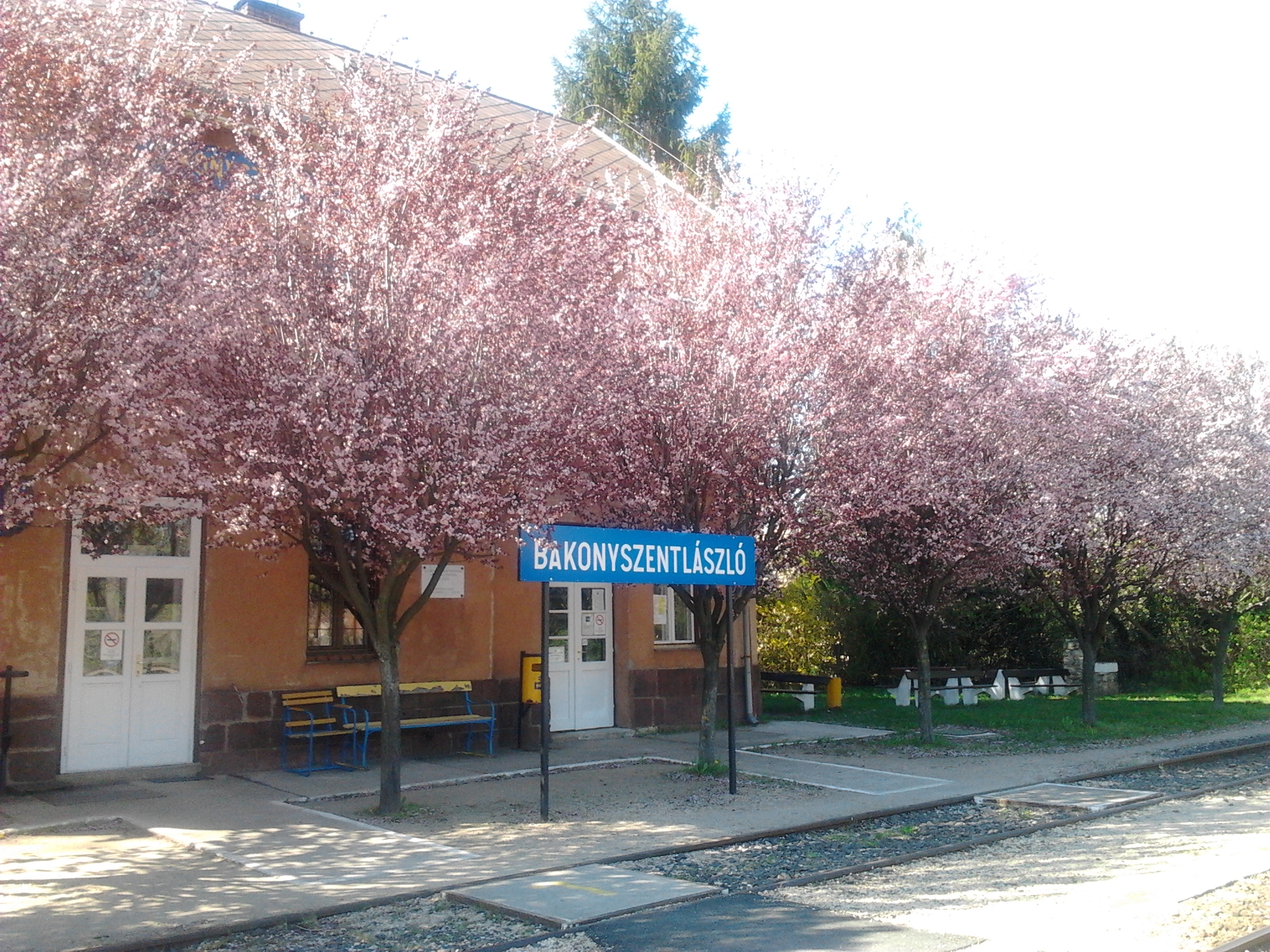
Bakonyszentlászló vasútállomása
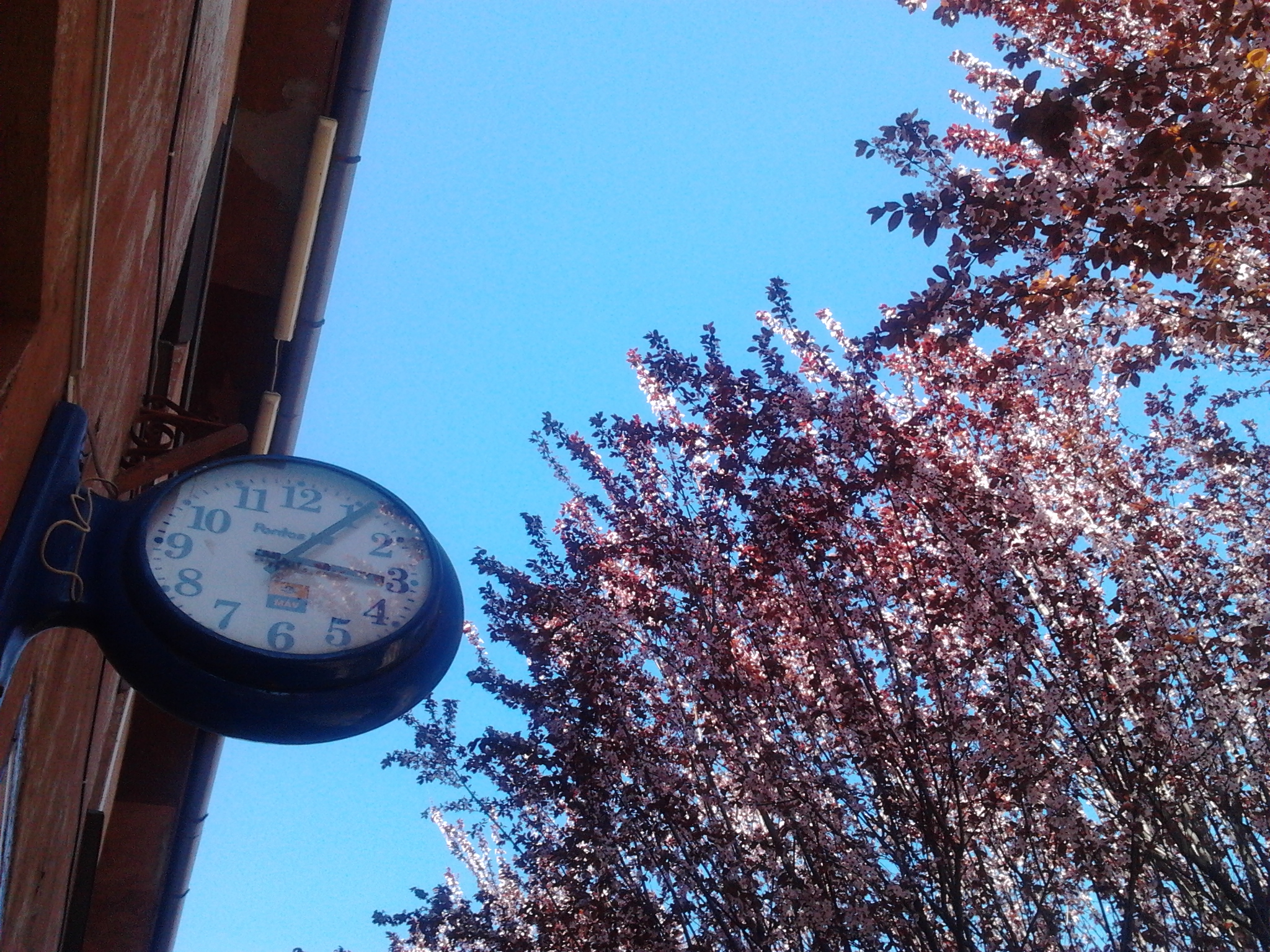
Óra a bakonyszentlászlói állomáson
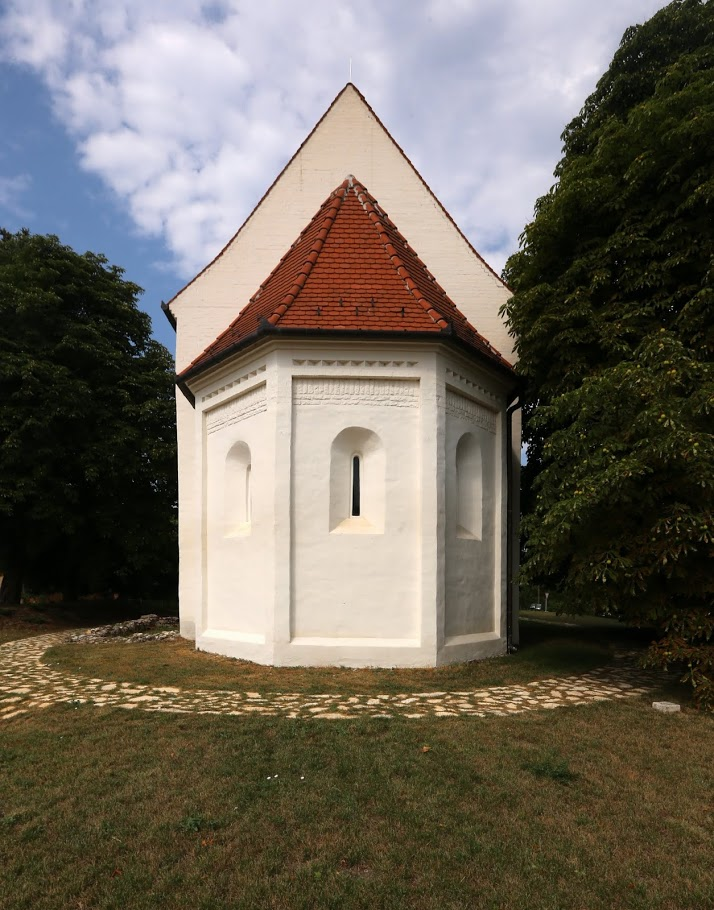
Az Árpád-kori, ma evangélikus templom
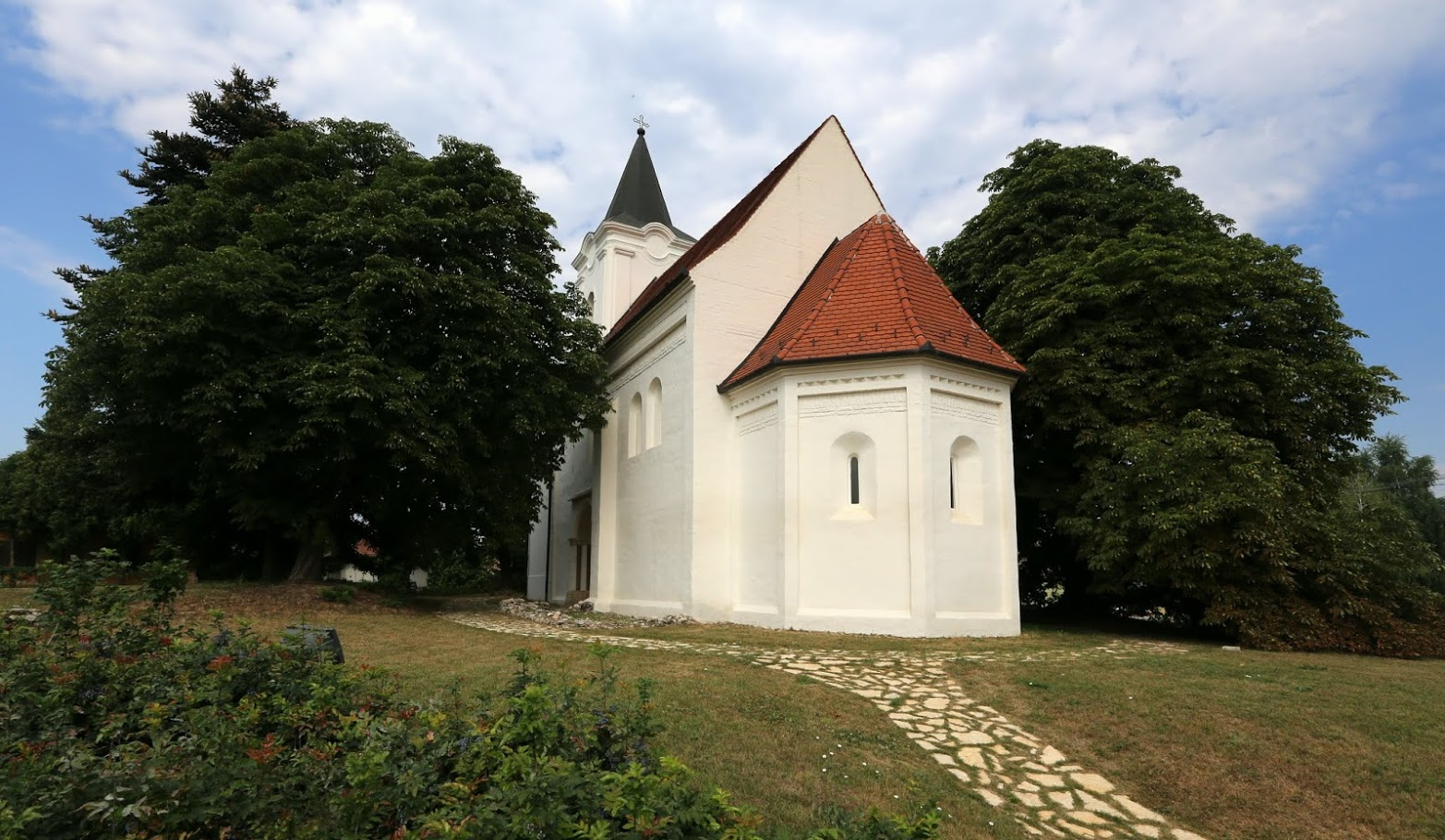
Az Árpád-kori, ma evangélikus templom
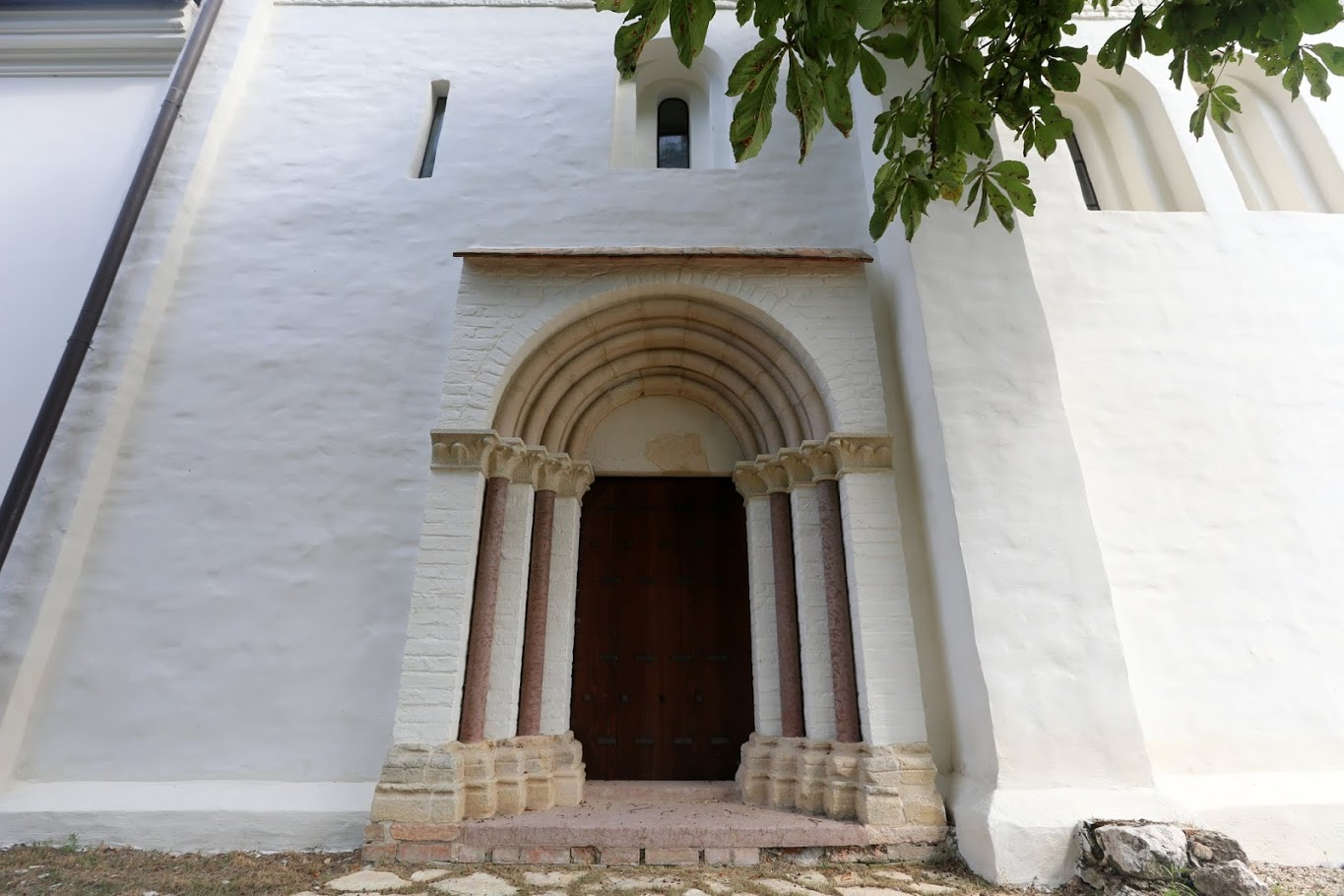
Az Árpád-kori, ma evangélikus templom
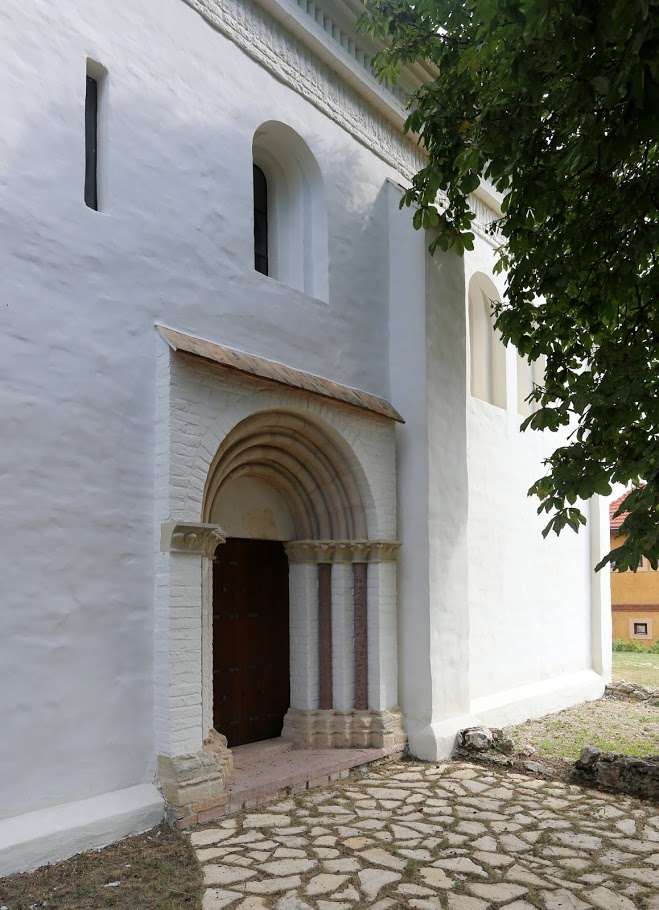
Az Árpád-kori, ma evangélikus templom
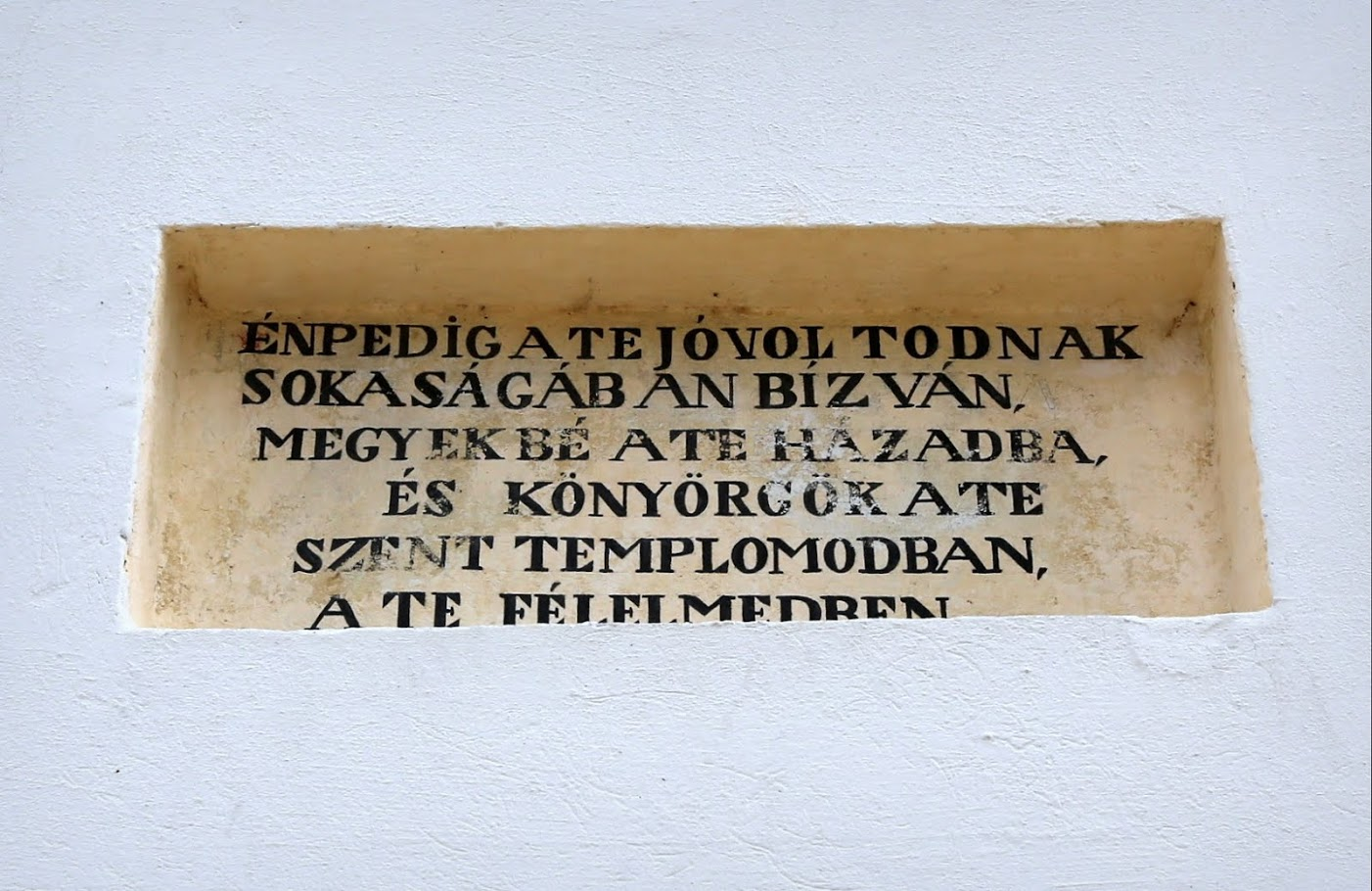
Az Árpád-kori, ma evangélikus templom